# Mișcarea Nurcu din Turcia
Mișcarea Nurcu (turcă Nurculuk) este o mișcare religioasă bazată pe scrierile lui Said Nursi.

## Scurt istoric – viața lui Said Nursi
Said Nursi s-a născut în 1873 în satul Nurs (din sud-estul Turciei). El a fost puternic influențat de învățământul clasic din madrasa și de atmosfera tradițională și conservatoare a religiei lui. În hagiografie și biografia lui putem distinge trei perioade esențiale din viața acestuia .
Între anii 1873 și 1925 s-a implicat in probleme legate de politică și religie, a luptat pentru introducerea islamului în instituțiile statului și a visat la o Universitate Islamică la fel de prestigioasă ca  Al-Azhar. El a fost cel care a condus o mișcare populară de rezistență în Primul Război Mondial împotriva trupelor rusești, fiind ținut prizonier în Siberia până în anul 1916. În această perioadă a negociat, dar în zadar, rolul pe care ar fi trebuit sa-l joace islamul în dezvoltarea Turciei moderne a tânărului Mustafa Kemal.
Neîncrezător și dezamăgit de noii lideri seculari ai Turciei, Nursi s-a întors acasă pentru a preda islamul. Când în 1925 o revoltă separatistă kurdă izbucnește în sud-est, se opune, dar este deportat în vest de proaspătul regim kemalist, care dorea să liniștească regiunea și să elimine poziția.
De la deportarea lui până la începutul anilor 1950, Said Nursi se îndepărtează de politică și își petrece timpul scriind și propovăduindu-și ideiile noilor discipoli și adepți. A stat în închisoare timp de 11 ani (1935-1946), fiind considerat un pericol pentru siguranța statului. Majoritatea scrierilor au fost concepute în închisoare, unde a și convertit primii lui adepți iar ideile lui de a islamiza statul au fost inlocuite de dorințe mult mai profunde ca: islamizarea spiritului și consolidarea credinței prin educație.
Adepții lui Nursi erau cunoscuți sub denumirea de  Nur  Talebeleri  ( Adepții luminii) . Aceștia pun bazele a ceea ce vom denumi mai târziu Mișcarea Nurcu.

## Teoriile susținute de Said Nursi
Multe cărți au preluat ideile referitoare la religie a lui Said Nursi, acestea având un impact major în Turcia. Credința reprezenta centrul tuturor ideilor și gîndurilor acestuia. Avea prioritate consolidarea credinței individuale și, abia după îndeplinirea acestui pas esențial, avea loc renașterea credinței în societate. În opinia sa, acest ideal poate fi îndeplinit doar prin educație, aceasta jucând un rol important în dezvoltarea islamului în contextul modernizării.
„Modernizarea” reprezintă un alt concept important în viziunea lui Said Nursi în legătură cu renașterea islamică. Aceasta are două aspecte diferite dar esențiale. Primul, este reprezentat de tehnologie, și, în mod deosebit, comunicațiile și mass-media care ar putea difuza ideile și concepțiile lui atrăgând noua generație. Al doilea aspect este reprezentat de știință. Nu după mult timp, Nursi susține modernizarea madrassa,aceasta fiind marcată de introducerea în programa școlară a matematicii, fizicii și logicii. Prin aceasta el voia sa demonstreze populației că islamul aparține prezentului dar și viitorului, în egală măsură cu știința și modernizarea.

## Nursi și islamul politic
Termenul “islam politic” descrie o ideologie care a aparut în secolul al XX-lea ca o reacție a colonizării și modernizării. Islamul politic susține crearea unui “stat islamic” condus după shari’a.
Despre Said Nursi, știm că a fost și o personalitate politică importantă ținând , deseori, discursuri care aveau un impact deosebit asupra societății.
Nursi a devenit, de asemenea, membru Ittihad-i Muhammadiyya . Politica în viziunea lui Nursi reprezenta o soluție la problemele (otomanilor) musulmanilor.
În 1922, are loc o transformare a lui Said Nursi. De la vechiul Said care a urmat o cale politică, la noul Said care inițiază o mișcare bazată pe credință. După înfrângerea Greciei în fața Turciei, Nursi a făcut parte din Marea Adunare Națională din Ankara, pentru a sărbători victoria turcilor. El remarcă răspândirea optimismului printre elita turcă și realizează că această amenințare împotriva credinței poporului turc era mult mai periculoasă decât amenințarea politică venită din vest. O amenințare politică era relativ ușor de depistat și de luptat împotriva ei dar alterarea credinței era mult mai greu de combătut. “Viermele se afla în corp și era greu de luptat impotriva lui ” – Said Nursi. Nursi a înțeles că trebuie sa ia atitudine și să facă ceva pentru a salva credința musulmanilor și a decis să urmeze calea promovării credinței islamice. În acel moment a avut loc nașterea “noului Said”. Noul Said se retrage complet din politică. Consideră că partidele politice sunt inutile și chiar dăunătoare islamului. Noua lui deviză a devenit : “Caut refugiu în Dumnezeu de Satana și de partidele politice”.

## Nursi și statul secular
Relația dintre structură și agenție reprezintă una dintre cele mai importante dezbateri printre savanții sociali. În mod evident, condiția politică, în special statul secular, are un puternic impact în transformarea ideilor lui Nursi și calea activismului. Ar fi un mod mult prea simplistic de a spune că activismul lui Nursi bazat pe credință a fost tactic, din cauza a trei motive principale.
Primul motiv: structura nu determină decizile participanților legate de politică. Atât Nursi cît și Khomeini  au simțit piedicile politicilor statului secular. Totuși unul dintre ei a ales să urmeze credința bazată pe activism în timp ce celălalt s-a răsculat împotriva regimului pentru a pune bazele unui stat islamic. Ei au facut alegeri complet diferite în ciuda asemănărilor structurii politice. Aceasta demonstrează că problema statului secular creează automat lideri islamici apolitici. Chiar mai mult de atât , Nursi își apără poziția apolitică folosindu-se de argumente religioase. În mod constant s-a opus oricărei forme de violență. Din punctul lui de vedere, violența putea fi îndreptată doar catre atacatorii străini deoarece abuzul ei duce, întodeauna, la rănirea oamenilor nevinovați. Pentru a scoate în evidență și mai mult, în Risale-i Nur, Nursi citează, în mod frecvent, versetul din Coran: Cine este bine călăuzit, nu este călăuzit decât pentru sine însuși. Nimeni cu va căra povara altuia .  Acest verset subliniază faptul că nici un individ nu poate fi tras la raspundere pentru greșelile săvarșite de familie,societate sau statul însuși. Acesta este exact punctul de vedere cu care nu sunt de acord teroriștii.
În al doilea rând, Nursi folosește același discurs apolitic în pledoariile sale atât în fața publicului general cât și în fața adepților. Odată, unul dintre studenții lui a arătat un interes deosebit pentru politica internațională, moment în care Nursi l-a mustrat aspru. În scrisorile lui adresate adepților, acesta le amintește de fiecare dată de acest incident pentru a-i face să înțeleagă că nu ar trebui să fie interesați de politică. Nursi a avut mereu o mare teama și anume, că statul secular ar putea putea deveni un stat neutru din punct de vedere religios. El nu a încercat să-l înlocuiască cu un stat islamic, în schimb, și-a dorit ca toți conducătorii Turciei să implementeze o adevărată neutralitate prin respectarea drepturilor și libertăților practicate de musulmanii evlavioși.  El nu a criticat niciodată statul secular în sine. Unii studenți l-au vizitat și l-au criticat pe profesorul lor deoarece acesta nu a vorbit despre Dumnezeu la orele sale. În loc să-i susțină pe studenții lui în revolta deschisă împotriva învățământului secular, Nursi i-a sfătuit să se concentreze asupra materiei predată de profesor. El le-a cerut să se concentreze pe cunostințele lor pentru a înțelege esența științei respective, care, într-un final, va vorbi despre Dumnezeu.
În al treilea rând, dacă Nursi ar fi urmărit putere politică, ar fi acceptat poziția care i-a fost oferită în perioada Republicană, dar a decis să plece din Ankara către Van pentru a trăi o viață ascetică departe de politică.
În final, chiar dacă anumite condiții politice au afectat schimbarea ideatică a lui Nursi, aceasta nu va subestima interpretarea apolitică a operei Risale-i Nur. Toate textele vorbesc independent despre autorul lor și despre condițiile în care au fost scrise. Risale-i Nur prezintă o perspectivă islamică consistentă vis-a-vis de serviciul apolitic de credință.

## Relația lui Fethullah Gülen cu Said Nursi
După moartea lui Said Nursi adepții lui s-au divizat. Diverse subcomunități au apărut în anii 1960 și 1970 din mai multe motive: politice (sprijin pentru armată sau un partid politic), religioase (contacte cu partide politice religioase), etice (problema kurdă și interpretarea mesajului lui Nursi) și de generații. Printre aceste subcomunități și lideri Nurcu susținând moștenirea Nursi, Fethullah Gülen iese în evidență.
Deși ambii barbați sunt originari din estul Turciei,Gülen, născut în 1938 lângă Erzurum, nu l-a întalnit niciodată pe Nursi; dar era puternic influențat de ideile lui.
Cele mai importante puncte comune care îi leagă sunt importanța acordată educației și ancorarea islamului în modernitate. De la începutul carierei sale religioase, Gülen, a pus în practică concepția lui Nursi depre educație ca o metodă de consolidare a credinței. Ca și a lui Nursi, concepția lui Gülen despre educație implică o introducere științifică și deschidere spre modernitate. Visul lui Nursi de a combina madrassa (sistemul de învățământ clasic islamic) și mektep (sistemul de învățământ modern), dezvoltând, simultan, subiecte laice și religioase, în același curriculum, a devenit realitate. Nu în ultimul rând, ambii gânditori plasează islamul în bună armonie cu modernitatea, extinzând dezbaterea privind compatibilitatea islamului cu democrația și lumea occidentală (Fethullah Gülen, 2001).
La începutul anilor 1970, Gülen a fost un angajat al statului, lucrând ca vaiz (predicator) în moscheea Kestanepazari, lângă Izmir. Conștient de importanța educației pentru dezvoltarea credinței islamice în țară, a adunat un mic grup de adepți în vakif (fundații private) și a organizat “școli de vară religioase”, care pot fi comparate cu tabere ale cercetașilor, și unde, sute de studenți primesc educație islamică.
În timpul anilor 1970, noi vakif au fost create în întreaga țară. Rețeaua mass-media a fost dezvoltată cu scopul de a spori influența comunității. Conștient de statutul său fragil în republica laică, Gülen nu a atacat niciodată statul și instituțiile sale laice, dar s-a dovedit a avea o puternică dimensiune naționalistă în ideologia lui.
Anii 1980 au cunoscut dezvoltarea rapidă a mișcării, facilitată prin măsuri liberale introduse de guvern în anii 1980, care a transformat economia și societatea.	
Dezvoltarea economică a fost amplificată și diverse organizații politice, sociale și religioase și-au consolidat influența. Vakif-ul aparținând comunității Gülen a investit în toate sectoarele economice, dar mai ales în domeniul educației, prin crearea de școli private, cămine și dershane  (școli speciale în care elevii se pregătesc pentru examenele de admitere la universitate). Mass-media Nurcu, cum ar fi revista Sizinti, ziarul Zaman și postul de televiziune Samanyolu s-au dezvoltat. După lovitura militară de stat din 1980 a crescut numărul activităților religioase deschise . Din cauza “amenințării comuniste” și a influenței de temut a organizației de extrema stânga din Turcia, regimul militar a tolerat dezvoltarea conștiinței islamice în rândul tinerilor și, uneori, a facilitat dezvoltarea islamismului.
Până la sfârșitul anilor 1980, comunitatea lui Fethullah Gülen a devenit cea mai puternică organizație islamică din Turcia, cu excepția diferitelor partide politice create de Necmettin Erbakan, al cărui islamism este mai mult politic decât cultural. Prăbușirea blocului socialist în anii 1990 s-a dovedit a fi o mai bună oportunitate pentru dezvoltarea comunității în Balcani, Caucazi și Asia Centrală.

## Sufismul în viața lui Nursi
Sufismul, apărut în sec. VIII-lea în Arabia și Persia ca reacție împotriva islamismului, cu caracter anticlerical și ascetic, constituie dimensiunea interioară a islamului, afirmată prin Profetul său, pentru a retrezi în conștiința oamenilor legătura primordială a acestora cu Divinitatea.
Sufismul se concentrează pe progresul spiritual individual, având la bază relația maestru (shaykh/șeic)-discipol (murid').
În secolul al XX-lea, sufismul a devenit un punct focal al criticilor adepților islamului politic, dar și ale moderniștilor, principalele reproșuri ce i se aduceau fiind constituite de „mistificarea islamului” și influența șeicilor asupra discipolilor. În pofida acestor critici, o parte din ordinele sufite au supraviețuit și continuă să fie active în prezent.
Sufismul a avut un impact important asupra ideilor și experienței spirituale ale lui Said Nursi, în centrul gândirii sale aflându-se credința, el acorda o importanță majoră întăririi credinței individuale ca etapă prioritară în renașterea credinței la nivelul societății. În pespectiva sa, acest obiectiv putea fi atins doar prin educație, care va juca un rol major în viziunea sa asupra dezvoltării islamului în contextul modernității.
Modul în care Nursi înțelegea islamul se baza pe înțelegerea naturii umane, considerând că anumite caracteristici sunt native la toate ființele umane. Credința religioasă, în viziunea sa, este rezultatul slăbiciunii intelectuale a omului și a eșecului de a crea armonie permanentă în viața și societatea sa. Din moment ce religia se regăsește în natura umană, Nursi consideră că absențăa acesteia constituie sursa multor conflicte și războaie. El extinde acest concept la nivel societal, unde absența lui Dumnezeu din spațiul public este percepută ca sursa problemelor individului.
Credința este baza unei comunități morale și sursa cunoașterii în ceea ce privește lumea. Nursi și-a exprimat convingerile în termenii conceptelor de credință (iman) și viață (hayat), unde credința este experimentată în practicile zilnice, iar ordina socială este determinată de islam (prin sharia).
Nursi a realizat că, într-o epocă modernă dominată de empirismul iluminismului, credința poate fi susținută doar în condițiile în care credincioșii încearcă în mod activ să înțeleagă și să interpreteze islamul, iar pentru aceasta a construit texte accesibile, în limbajul uzual al oamenilor obișnuiți.
Abordarea sa devine, așadar, un punct de cotitură față de înțelegerea imitativă a islamului, susținută de ulema/lăcașurile sufite, Nursi optând pentru o înțelegere mai reflexivă, complexă, prin analiză critică, deliberată.
Scrierile lui Nursi urmăreau crearea unei punți conceptuale între societatea turcă și islam prin abordarea a două probleme perene din prima jumătate a sec. al XX-lea: prăbușirea autorității religioase și dominanța pozitivismului politic și științific. Scopul acestora era conservarea islamului ca text viu, întrupat în experiențele zilnice, fără susținerea factorilor politici sau pilonilor tradiționali, precum lăcașurile sufite. Pe măsură ce statul republican a început să trateze religia ca principalul obstacol în calea dezvoltării naționale, Nursi a încercat să construiască o nouă interpretare și metodologie a religiei, subliniind importanța studierii Coranului pentru adaptarea islamului la modernitate. Acest tip de studiu trebuia întreprins de credincioși educați, deoarece a realizat că ulema tradiționali, care pretindeau că dețin monopolul asupra interpretării textelor religioase, nu pot face față provocărilor unei epoci pozitiviste, în care s-a dezvoltat o abordare critică asupra cunoașterii.
Operele sale sunt cunoscute ca Risale-i Nur, fiind formate din trei mai grupuri de texte. Primul set cuprinde scrierile din perioada în care acesta se autodefinește ca vechiul Said, precum Mesnevi-i Nuriye, İșaratul İcaz, și İcimai Receteler I și II. Celelalte două seturi au fost scrise în perioada noului Said, a doua perioadă a vieții sale, în care a servit islamul prin cărțile Sozler, Mektubat, Șualar și Lemalar, precum și prin Kastamonu Lahikası, Emirdağ Lahikası și Barla Lahikası. Pe lângă acestea, Nursi a scris și alte opere precum Sikke-i Tasdik-i Gaybi și Talikat.
Pentru Nursi, noul Said este preferabil vechiului Said, tranziția ocupând câțiva ani din viața sa. În acest răstimp a experimentat schimbări profunde în lumea sa interioară, pe măsură ce a renunțat la politică și filosofie și s-a dedicat credinței și cunoașterii Coranului. În perioada noului Said, s-a dedicat lecturării exclusive a Coranului, înregistrând sensurile ce izvorau din inima sa. Pentru el și discipolii săi, a scrie sensuri, a le citi și a le explica altora a devenit „serviciul întru credință și Coran” . Astfel, mișcarea lui Nursi a fost definită ca „serviciul întru credință și Coran” chiar de întemeietorul său.
Din acest motiv mișcarea nu este considerată a fi un ordin sufit, ci o comunitate (cemaat). În mod similar, Nursi nu se consideră un șeic sufit, ci doar un simplu dascăl/învățător. Pe de altă parte, după cum afirmă majoritatea experților, atât viața cât și opera lui Nursi prezintă numeroase aspecte și influențe sufite, care vor face, în continuare, subiectul lucrării de față.
Bediuzzam Said Nursi s-a născut la finalul secolului al XIX-lea într-un orășel din sud-estul Anatoliei. În perioada copilăriei acestuia, ramura Khalidi a ordinului sufit Naqshbandia avea o influență extinsă în estul Anatoliei, iar Seyyed Taha Nehri Hakkari, unul dintre șeicii Khalidi, a avut conexiuni cu toți cei care l-au îndrumat pe Nursi. Spre exemplu, Sibgatullah Arvasi, unul dintre succesorii lui Seyyid Taha, provenea din același sat ca Nursi, iar toată lumea din comunitate, inclusiv familia lui Nursi, nutrea un respect deosebit față de acesta.
Șeicul care a avut influență directă asupra lui Nursi a fost însă succesorul lui Arvasi, șeicul Abdurrahman Tagi. Nursi și-a început educația formală la varsta de 9 ani, într-o madrasa înființată de Tagi. Mai târziu, acesta își amintea cu admirație de perioada respectivă și, mai ales, de discuțiile științifice purtate și influența acestora asupra sufletului său. În pofida strânsei legături dintre cei doi, nu există vreo dovadă că cel din urmă ar fi fost murid șeicului Tagi.
În biografia lui Nursi mai sunt menționați alți doi maeștrii Naqshbandi, șeic Fethullah Verkanisi și Seyyid Nur Muhammed Efendi, dar nu există foarte multe informații despre relațiile sale cu aceștia. Nursi afirma despre șeicul Muhammed Kufrevi că i-a oferit lecția finală în cadrul educației sale formale.
Un alt șeic Naqshbandia demn de menționat este Fehim Arvasi, succesorul lui Seyyid Taha Nehri, despre care Nursi afirma că este cel mai important dascăl pe care l-a avut în perioada educației formale.
Dincolo de influența acestor maeștri Naqshbandia, Nursi îl admira de întemeietorul ordinului Qadiri, Abdulkadir Geylani (a trăit în secolul al XI-lea), cu care a avut o relație de tip uveysi (instruire fără contact fizic cu maestrul).
În constituirea conștiinței spirituale a noului Said scrierile maeștrilor Naqshbandia au avut un rol important, deși gîndirea sa diferă semnificativ de tradiția acestui ordin. Spre exemplu, ordinele sufite subliniază cultivarea interioară a sinelui, în timp ce Nursi consideră de maximă importanță reconcilierea credinței cu rațiunea și exigențele moderne: „Viitorul va fi decis de rațiune și știință. Interpretarea coranică, ce abordează problemele în lumina rațiunii și a științei va modela viitorul”.
În pofida influenței evidente la care a fost expus din partea diverselor ordine sufite, Nursi nu se considera sufi sau șeic. El percepea sufismul ca fiind un fruct, iar credința pâine și considera că fără fruct poți sa supraviețuiești, însă nu fără pâine.

## Viziunea lui Nursi asupra sufismului
În eseul „Telvihat-ě Tis’a” (The nine allusions), parte a Risale-i Nur, Nursi își exprimă perspectiva asupra ordinelor sufite . După ce a discutat calea sufită în „Telvihat-ě Tis’a”, Nursi a inclus o addenda, în care a făcut distincția între calea sa și calea sufită (tariqat), afirmând că parcursul său este adevărul (hakikat) și legea revelată (șeriat). În pofida faptului că Nursi considera dragostea extatică o cale validă către Dumnezeu, percepea calea sa ca fiind mai sigură, mai largă și mai rapidă. Deplasarea accentului din zona dragostei extatice constituie, de asemenea o diferență majoră între el și Fethullah Gulen, din moment ce acesta din urmă consideră dragostea unul dintre cele mai importante aspecte ale căii spre Divinitate.
În ceea ce privește practica religioasă, Nursi afirma că urmează sunna, îndeplinește toate acțiunile religioase care se impun (ferâiz), evită de marile păcate (kebâir), concomitent cu efectuarea, în mod corect, a rugăciunilor zilnice.
Viziunea lui Nursi asupra sufismului este prezenta din șase perspective: epistemologică, ontologică, antropologică, psihologică, teleologică și metodologică, pentru a facilita înțelegerea acesteia.

### Pespectiva epistemologică
Din aceasă perspectivă, Nursi consideră ca fiind surse valide de cunoaștere, printre altele, revelația, inspirația spirituală, sunna, cunoașterea derivată din inimă și stări spirituale și cunoașterea directă a lui Dumnezeu, gnosisul.
Revelația coranică (wahy) și inspirația spirituală (ilham) se află în strânsă conexiune (Godlas, 2008), deși există două diferențe majore între cele două: în primul rând inspirația vine fără intermediar, în timp ce majoritatea revelațiilor este adusă profeților cu ajutorul îngerilor, revelația având un stat mai înalt decât inspirația; în al doilea rând, inspirația este relativ obscură și generală în referințe, în timp ce revelația este atât pură, cât și specifică. Pentru Nursi, cunoașterea nevăzutului prin inspirație este imprecisă, și în multe aspecte, lipsită de claritate .
În plus, Nursi recunoaște sunna ca bază a modalității de urmare a căii pentru sufiți, iar descriindu-i semnificația afirmă că „urmarea practicilor profetului este cea mai importantă bază a căii sufite” (Nursi, Mektubat, 2001, Seventh Allusion).
În ceea ce privește cunoașterea, acesta face distincția între cea derivată din inimă (kalbî) sau din alte stadii spirituale și cea survenită prin rațiune (halî), observând că, pentru unii dintre sufiți, exista un potențial conflict între cele două. 
Pentru Nursi, principalele surse ale gnosisului pe care Dumnezeu le prezintă umanității, dovezi ale unității și unicității lui Sale (tawhid), sunt Profetul Muhammad, universul, Coranul și conștiința (vicdan).

### Perspectiva ontologică
Din perspectivă teologică musulmană în general și sufită în particular, Dumnezeu este, ontologic vorbind, realitatea supremă, iar Nursi vorbește despre El ca fiind Existentul în mod necesar (wâjib al-wujud).
În plus, teologic, Dumnezeu are nume și atribute divine care sunt reale, iar printre acestea Nursi se referă la El cu numele de Creatorul (al-Khâliq). Conform lui Nursi, existența lui Dumnezeu este necesară, în absența acestuia neexistând modalitate de a explica existența.
În cazul în care creația îi este atribuită unicului Dumnezeu, atunci creația întregului univers devine la fel de facilă ca și crearea unei singure ființe. În cazul în care creația ar fi atribuită mai multor entități, atunci crearea unei insecte ar deveni la fel de dificilă ca și crearea Raiului .
În alt plan, deși Nursi nu-i acuză pe adepții sufismului că nu cred în Ziua de Apoi și în judecata divină, el manifestă îngrijorare în ceea ce privește viziunea sufită conform căreia Existentul în mod necesar (wâjib al-wujud) este singurul cu adevărat existent, deoarece pare a amenința credința în Ziua de Apoi, un element esențial al religiei islamice.

### Perspectiva antropologică
Nursi se referă atât la univers, cât și la o singură ființă umană prin intermediul cuvintelor macrocosmos (alem-i kebir) și microcosmos (alem-i sagir). Din punctul său de vedere între cele două există o puternică asemănare, scopul ființei umane fiind acela de a reflecta numele lui Dumnezeu. De această manieră, creionul divin a scris conținutul întregului univers într-o ființă umană, iar universul micșorat poate părea o ființă. Similar, în cazul în care o ființă umană ar putea fi extinsă, ar arată ca enormul univers. 
	Cea mai importantă abilitate a ființei umane este aceea de avea credință în Dumnezeu, fapt ce permite sufletului uman să înflorească și să contribuie la ascensiunea tuturor calităților. 
În plus, credința conexează ființa umană cu Creatorul său, iar absența acesteia duce la pierderea legăturii, caz în care tot ceea ce reflectă ființa va fi lipsit de sens, iar numele și atributele divine nu mai pot fi interpretate. 
	Pentru Nursi, pe lângă îndatoririle sale cosmice, omul mai are două obligații suplimentare: adorarea și reflecția, deoarece, în ceea ce privește umanitatea, Dumnezeu o guvernează și o educă cu dragoste și milă, în timp ce aceasta Îl venerează pentru a-L glorifica.

### Perspectiva psihologică
În încercarea de a contura dimensiunea psihologică a viziunii lui Said Nursi asupra sufismului, Godlas aduce în discuție mai multe stații ale conștiinței, printre care, dragostea, sinceritatea, predarea, fericirea și posibilitatea de a se baza pe Dumnezeu.
În viziunea lui Nursi, dragostea este rezultatul cunoașterii divinității, putând fi considerată catalizatorul transformării spirituale, dar și modalitatea prin care oricine poate fi învăluit de dragostea adevărată și de Dumnezeu. Așadar, dragostea, ca stadiul al conștiinței, poate avea atât consecințe negative, cât și pozitive.
Conform lui Burckhardt, este o trăsătură caracteristică a sufismului faptul că expresiile sale țin de cumpăna dintre iubire și cunoaștere. Expresia afectivă integrează mai ușor atitudinea religioasă, care este puncul de plecare al oricărei spiritualități islamice; limbajul dragostei permite enunțarea adevărurilor esoterice de cel mai înalt nivel, fără a intra în conflict cu teologia dogmatică.
Sinceritatea este considerată o stație obligatorie pe calea sufită, Nursi considerând că determină indivizi să nu asocieze, în mod inconștient, alte entități divinității, eliminând, totodată elimină ipocrizia și artificialul.
Cu acest prilej Nursi evidențiază importanța sufletului (nafs), acea parte a individului care îndemnă la rău. Pe lângă suflet, inima este, atât pentru cel menționat, cât și pentru sufiți, un atribut al conștiinței extrem de important, fiind, de asemenea, microcosmosul existenței. În plus, inima este cu atât mai importantă, cu cât are capacitatea de a trezi celelalte componente ale conștiinței.

### Perspectiva teleologică
Viziunea lui Nursi asupra scopului vieții umane și a adevăratei căi sufite se bazează pe patru scopuri principale: eliberarea de agonia sufletului în lume, accederea în Rai după Ziua Judecății, servirea lui Dumnezeu și manifestarea adevărurilor divine în ființă, deci transformarea în musulman.
Primul scop constituie eliberarea de durerea condiției umane, care este suferința unui suflet în deșertul existenței, separat de prezența lui Dumnezeu, indiferent dacă este e separare conștientă sau nu.
Cel de-al doilea scop este împărtășit de întreaga umma, credincioși dorind ca, după Ziua Judecății, să i se alăture lui Dumnezeu în Rai. În acest context, Nursi, după cum spuneam mai sus, își exprimă îngrijorarea privind modul în care sufiți neglijează acest eveniment, atrăgând atenția asupra importanței modului în care oamenii își trăiesc viața, fapt de care depinde salvarea lor de focul Iadului. 
În ceea ce privește cel de-al treilea scop, Nursi subliniază că o parte dintre adepții ordinelor sufite pierd din vedere faptul că Dumnezeu nu îi va răsplăti pe oameni pe pămân, de aceea unul dintre scopurile principale ale vieții ar trebui sa devină recompensele spirituale.
În final, cel de-al patrulea scop este împărtășit atât de sufiți, cât și de Nursi, a fi cu adevărat servitorul și prietenul lui Dumnezeu este sinonim cu a fi o ființă cu adevărat perfectă (insan-i kamil), un adevărat musulman.

### Perspectiva metodologică
Printre metodele sufi avute în vedere de Nursi se numără cea socială, cea politică și cea spiritual-religioasă. Din punctul său de vedere metoda socială sufită este lăudabilă pentru că a facilitat crearea sentimentului de „frăție” între musulmani. În context, acesta a remarcat rolul politic important al ordinelor sufite în adaptarea islamului la schimbările sociale în Imperiul Otoman.
Pe de altă parte, Nursi a exprimat opinii critice la adresa unor aspecte ale sufsmului tradițional, considerând că tradițiile sufi ar putea să joace un rol restrâns în cadrul reformelor sociale într-o epocă modernă încărcată de scepticism.
Printre aspectele spiritual-religioase ale sufismului se evidențiază, în viziunea lui Said Nursi, recunoștința, dragostea și gnosisul, aducerea aminte si reflecția, sharia și sunna.